# Siggelkow
Siggelkow település Németországban, Mecklenburg-Elő-Pomeránia tartományban. Lakosainak száma 844 fő (2023. december 31.).

## Népesség
A település népességének változása:
| Lakosok száma | 859  | 842  | 843  | 838  | 844  |
|               | 2017 | 2019 | 2021 | 2022 | 2023 |